# Архиепархия Тривандрума (сиро-маланкарская)
Архиепархия Тривандрума (лат. Archieparchia Trivandrensis Syrorum Malankarensium) — архиепархия Сиро-маланкарской католической церкви c центром в городе Тируванантапурам, Индия. В митрополию Тривандрума входят епархии Мартандома, Мавеликары, Патанамтитты. Кафедральным собором архиепархии Тривандрума является церковь Пресвятой Девы Марии.

## История
11 июня 1932 года Римский папа Пий XI выпустил апостольскую конституцию Christo pastorum Principi, которой учредил епархию Тривандрума Сиро-маланкарской католической церкви.
16 декабря 1996 года епархия Тривандрума передала часть своей территории для возведения новой епархии Мартандома.
10 февраля 2005 года епархия Тривандрума была возведена в ранг верховной архиепархии Сиро-маланкарской католической церкви.
2 января 2007 года и 25 января 2010 года архиепархия Тривандрума передала часть своей территории для возведения новых епархий Мавеликары и Патанамтитты.

## Ординарии архиепархии
- епископ Гивергис Мар Иваниос (11.06.1932 — 15.07.1953);
- епископ Бенедикт Мар Грегориос (27.01.1955 — 10.10.1994);
- архиепископ Cyril Baselios Malancharuvil (6.11.1995 — 18.01.2007);
- кардинал Баселиос Клеемис Тоттункал  (10.02.2007 — по настоящее время).

## Источник
- Annuario Pontificio, Libreria Editrice Vaticana, Città del Vaticano, 2003, ISBN 88-209-7422-3
- Апостольская конституция Christo pastorum Principi Архивная копия от 27 марта 2010 на Wayback Machine, AAS 24 (1932), стр. 289  (лат.)